# Lo/Hi
Lo/Hi è un singolo del gruppo musicale statunitense The Black Keys, pubblicato il 7 marzo 2019 come primo estratto dal nono album in studio Let's Rock.